# Gran Premio di San Marino
Il Gran Premio di San Marino è una gara automobilistica di Formula 1 che si è svolta dal 1981 fino al 2006.

## Storia
La corsa nacque grazie alla volontà di Enzo Ferrari e della FAMS (Federazione Auto Motoristica Sammarinese) che lavoravano a questa idea sin dal 1974. Negli anni precedenti, il circuito imolese aveva già ospitato gare di Formula 1; nel 1979 si era disputato il Gran Premio Dino Ferrari non valido per il campionato mondiale, mentre nel 1980 Imola aveva ospitato il Gran Premio d'Italia, spostato solo per quell'anno dalla pista di Monza. Grazie al continuo interessamento di Ferrari e della FAMS, dopo la firma del Patto della Concordia la gara fu mantenuta in calendario anche negli anni successivi.
Su questo tracciato, il 1º maggio 1994, perse la vita Ayrton Senna, in un drammatico fine settimana che vide diversi incidenti, tra cui quello di Rubens Barrichello e quello che costò la vita al pilota austriaco Roland Ratzenberger; a seguito di ciò, la pista è stata modificata e ricostruita nella quasi totalità (70%) su progetto della società sammarinese GA&E spa, con la sostituzione delle curve "Tamburello" e "Villeneuve" con altrettante varianti e la modifica delle curve "Piratella", "Rivazza" e "Variante Bassa".
Il 29 agosto 2006 la FIA aveva pubblicato un calendario provvisorio in cui il gran premio era stato escluso. Visto l'obbligo di ristrutturazione dell'Autodromo Enzo e Dino Ferrari, il governo italiano aveva inizialmente siglato un contratto per la disputa del gran premio e il 7 settembre 2006 la gara era stata provvisoriamente inclusa per il 29 aprile come diciottesima prova mondiale. Tuttavia, i termini del contratto dipendevano in larga misura dall'abilità dei tecnici nel completare, entro marzo 2007, le modifiche richieste, ma i lavori non terminarono abbastanza velocemente e così, con la pubblicazione del calendario ufficiale avvenuta il 18 ottobre 2006, la FIA annunciò ufficialmente che il gran premio non si sarebbe disputato e quindi venne escluso dal calendario.

## Albo d'oro
| anno | circuito | pilota                | vettura  | resoconto |
| ---- | -------- | --------------------- | -------- | --------- |
| 1981 | Imola    | Nelson Piquet         | Brabham  | Resoconto |
| 1982 | Imola    | Didier Pironi         | Ferrari  | Resoconto |
| 1983 | Imola    | Patrick Tambay        | Ferrari  | Resoconto |
| 1984 | Imola    | Alain Prost           | McLaren  | Resoconto |
| 1985 | Imola    | Elio De Angelis       | Lotus    | Resoconto |
| 1986 | Imola    | Alain Prost           | McLaren  | Resoconto |
| 1987 | Imola    | Nigel Mansell         | Williams | Resoconto |
| 1988 | Imola    | Ayrton Senna          | McLaren  | Resoconto |
| 1989 | Imola    | Ayrton Senna          | McLaren  | Resoconto |
| 1990 | Imola    | Riccardo Patrese      | Williams | Resoconto |
| 1991 | Imola    | Ayrton Senna          | McLaren  | Resoconto |
| 1992 | Imola    | Nigel Mansell         | Williams | Resoconto |
| 1993 | Imola    | Alain Prost           | Williams | Resoconto |
| 1994 | Imola    | Michael Schumacher    | Benetton | Resoconto |
| 1995 | Imola    | Damon Hill            | Williams | Resoconto |
| 1996 | Imola    | Damon Hill            | Williams | Resoconto |
| 1997 | Imola    | Heinz-Harald Frentzen | Williams | Resoconto |
| 1998 | Imola    | David Coulthard       | McLaren  | Resoconto |
| 1999 | Imola    | Michael Schumacher    | Ferrari  | Resoconto |
| 2000 | Imola    | Michael Schumacher    | Ferrari  | Resoconto |
| 2001 | Imola    | Ralf Schumacher       | Williams | Resoconto |
| 2002 | Imola    | Michael Schumacher    | Ferrari  | Resoconto |
| 2003 | Imola    | Michael Schumacher    | Ferrari  | Resoconto |
| 2004 | Imola    | Michael Schumacher    | Ferrari  | Resoconto |
| 2005 | Imola    | Fernando Alonso       | Renault  | Resoconto |
| 2006 | Imola    | Michael Schumacher    | Ferrari  | Resoconto |

## Statistiche

### Piloti vincitori
| Vittorie | Pilota                | Anni                                     | Vetture              |
| -------- | --------------------- | ---------------------------------------- | -------------------- |
| 7        | Michael Schumacher    | 1994, 1999, 2000, 2002, 2003, 2004, 2006 | Benetton Ferrari (6) |
| 3        | Alain Prost           | 1984, 1986, 1993                         | McLaren (2) Williams |
| 3        | Ayrton Senna          | 1988, 1989, 1991                         | McLaren (3)          |
| 2        | Nigel Mansell         | 1987, 1992                               | Williams (2)         |
| 2        | Damon Hill            | 1995, 1996                               | Williams (2)         |
| 1        | Nelson Piquet         | 1981                                     | Brabham              |
| 1        | Didier Pironi         | 1982                                     | Ferrari              |
| 1        | Patrick Tambay        | 1983                                     | Ferrari              |
| 1        | Elio De Angelis       | 1985                                     | Lotus                |
| 1        | Riccardo Patrese      | 1990                                     | Williams             |
| 1        | Heinz-Harald Frentzen | 1997                                     | Williams             |
| 1        | David Coulthard       | 1998                                     | McLaren              |
| 1        | Ralf Schumacher       | 2001                                     | Williams             |
| 1        | Fernando Alonso       | 2005                                     | Renault              |

### Scuderie vincitrici
| Vittorie | Scuderia | Anni                                           | Piloti |
| -------- | -------- | ---------------------------------------------- | --- |
| 8        | Ferrari  | 1982, 1983, 1999, 2000, 2002, 2003, 2004, 2006 | Didier Pironi (1) Patrick Tambay (1) Michael Schumacher (6)                                                         |
| 8        | Williams | 1987, 1990, 1992, 1993, 1995, 1996, 1997, 2001 | Nigel Mansell (2) Riccardo Patrese (1) Alain Prost (1) Damon Hill (2) Heinz-Harald Frentzen (1) Ralf Schumacher (1) |
| 6        | McLaren  | 1984, 1986, 1988, 1989, 1991, 1998             | Alain Prost (2) Ayrton Senna (3) David Coulthard (1)                                                                |
| 1        | Brabham  | 1981                                           | Nelson Piquet |
| 1        | Lotus    | 1985                                           | Elio De Angelis |
| 1        | Benetton | 1994                                           | Michael Schumacher                                                                                                  |
| 1        | Renault  | 2005                                           | Fernando Alonso |